# تامارا یاندیوا

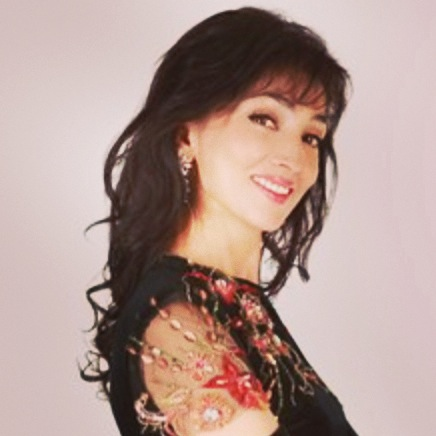
تصویری از تامارا یاندیوا

تامارا یاندیوا بازیگر زن اهل اتحاد جماهیر شوروی و روسیه است. از فیلم هایی که وی در انها بازی کرده است میتوان به فیلم بابک اشاره نمود.